# ان‌جی‌سی ۷۶۸۶
ان‌جی‌سی ۷۶۸۶ (انگلیسی: NGC 7686) یک خوشه باز با اندازه متوسط در صورت فلکی آندرومدا است که دارای حدود ۸۰ ستاره است.